# Медночервена шуменска овца
Медночервена шуменска овца е местна за България порода овце, отглеждана за месо и мляко.

## История
Медночервената шуменска овца е стара българска порода овце отглеждана в Североизточна България. Според редица учени тя е възникнала в резултат на селекцията на представителите на най-старата българска порода овца Цигай. Много често някой автори я разглеждат като една обща порода с две отродия – медночервена и карнобатска овца. Въпреки общия им произход те са пространствено изолирани от Стара планина и селекцията им е протекла на различни етапи, в резултат на което са затвърдени белези, които позволяват двете отродия да се разделят като отделни породи. Агнетата от тази порода са били високоценена стока на Цариградските пазари преди Освобождението.

## Разпространение
Медночервената шуменска овца се отглежда основно в Шуменска, Търговищка и Разградска област, но се среща и в съседни на тях области и в Добруджа. В края на 2003 година е учредена Асоциация за развъждане на местни автохтонни породи в България (АРМАПБ) и медночервената шуменска овца е една от четирите приоритетни за нея породи домашни животни. Тя е включена за подпомагане по Агро-екологичната мярка 1.3 на Програма САПАРД, в резултат, на което поголовието на породата в страната нараства.
Към 2008 г. броят на представителите на породата е бил 10 013 индивида.
Рисков статус – няма риск.

## Описание
Името на породата се дължи на медночервения цвят на вълната. За описанието на цвета все още се използват и други названия с турски произход – бакър или кармъз. Това е полутънкорунна порода.
По устройство и характер на руното се срещат 2 типа:
- кабарляви – характеризират се с отворено руно с полугруба и смесена вълна. Цветът им обикновено е по-светъл, поради което се наричат бозави.
- рудави – характеризират се с еднородна и гъста вълна с добре изразен медночервен цвят.

Лицето, ушите и краката са покрити с черна космена покривка. Главата е средно голяма с леко изпъкнал профил, продълговата и изразителна, зарунена до челото. Овцете са безроги, а кочовете имат добре развити рога. Тялото е компактно с добре развит пояс хармонично и добре зарунено. Опашката е средно дълга. Краката са средно дълги, добре поставени, със здрави копита. Живото тегло на овцете е 35 – 45 кг, а на кочовете достига до 60 кг. Следната млечност е 110 л. Маслеността на млякото е 7,6%. Плодовитостта е 135%. Характерна е високата скорозрялост.
При раждане повече от 90% от агнетата са черни, тъмнокафяви и кафяви. Едва 5 – 7% от тях се раждат с бял цвят. След отбиването им обаче, на 3-месечна възраст и по-късно при стрижба, те получават типичния за породата медночервен цвят.
Месото на агнетата и шилетата е с добри вкусови качества.